# Nagornaja (stanice metra v Moskvě)
Nagornaja (rusky Нагорная) je stanice moskevského metra.

## Charakter stanice
Stanice se nachází v jižní části Serpuchovsko-Timirjazevské linky, je mělce založená – pouhých 9 m pod povrchem. Má ostrovní nástupiště, jeho strop podpírají dvě řady celkem 26 sloupů. Na obklad podzemního prostoru byl použit uzbecký mramor světlých tónů (stěny za nástupištěm), eloxovaný hliník a tmavý mramor (obklad sloupů) a také žula (podlaha). Na stěnách jsou také umístěné tematické reliéfy symbolizující ochranu přírody, faunu a flóru. Z prostoru nástupiště je vyveden jeden výstup podle osy stanice do podpovrchového mělce založeného vestibulu.
Nagornaja byla otevřena 8. listopadu 1983, stanici denně využije okolo 15 000 cestujících.